# Marcus Nispel
Marcus Nispel (26 de maio de 1963) é um produtor musical e diretor cinematográfico germano-estadounidense.

## Filmografia parcial
- 2011 - Conan, o Bárbaro
- 2009 - Friday the 13th
- 2007 - Pathfinder
- 2004 - Frankenstein
- 2003 - The Texas Chainsaw Massacre